# Again (videogioco)
Again: Interactive Crime Novel è un videogioco d'avventura sviluppato da Cing e pubblicato nel 2009 da Tecmo Koei per Nintendo DS.

## Modalità di gioco
In maniera analoga a Hotel Dusk, Again usa i due schermi del Nintendo DS, che va impugnato come un libro aperto, per mostrare la stessa scena del crimine nel presente e nel passato (19 anni prima).